# 6141 Durda
6141 Durda este o planetă minoră (asteroid) din Mars-crossing asteroid[*]. A fost descoperită pe 26 decembrie 1992 la Observatorul Național Kitt Peak de Spacewatch și a fost numită după Daniel D. Durda⁠(d). 
Obiectul prezintă o orbită caracterizată de o semiaxă mare de 1,8183218 UAi, o excentricitate de 0,14, o înclinație de 16,45353 ° în raport cu ecliptica.